# 伊利夫 (科罗拉多州)
伊利夫（英語：Iliff），是美国科罗拉多州洛根县下属的一座城市。建市于1906年2月20日，面积大约为0.252平方英里（0.654平方公里）。根据2010年美国人口普查，该市有人口266人。2011年估计该市有人口264人，相比2010年人口增长率为-0.75%。同时，论人口该市是科罗拉多州第224大城市。